# Florensky (Mondkrater)
Florensky ist ein Einschlagkrater auf der Mondrückseite. Der stark erodierte Krater liegt westlich des Mare Moscoviense, nordöstlich des größeren Kraters Vernadskiy, als dessen Nebenkrater B er bis 1985 benannt war.
Zum Krater Florensky führt die IAU keine Nebenkrater auf.
Der Krater wurde 1985 von der IAU offiziell nach dem sowjetischen Geochemiker und Astronomen Kirill Pawlowitsch Florenski benannt.

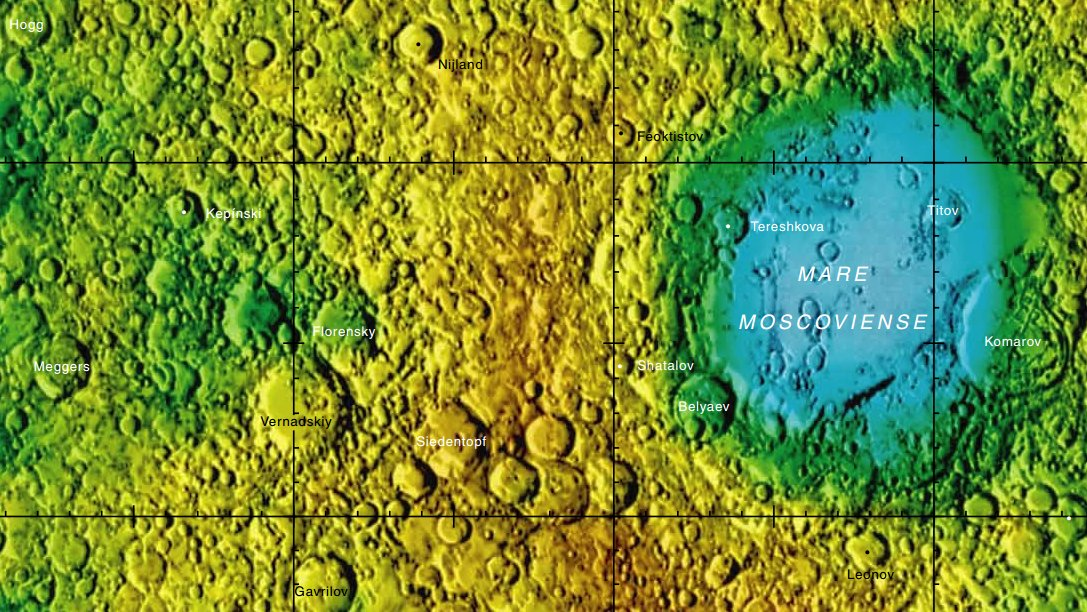
Lage des Kraters